# Russ, Bas-Rhin
Russ là một xã thuộc tỉnh Bas-Rhin trong vùng Grand Est đông bắc Pháp.